# جون آي. بيجز
جون آي. بيجز (بالإنجليزية: John I. Beggs)‏ هو رائد أعمال وشخصية أعمال أمريكي، ولد في 17 سبتمبر 1847 في فيلادلفيا في الولايات المتحدة، وتوفي في 17 أكتوبر 1925 في ميلواكي في الولايات المتحدة.

## وصلات خارجية
- جون آي. بيجز على موقع IMDb (الإنجليزية)